# Cimitero di Bois-de-Vaux
Il cimitero di Bois-de-Vaux (in francese Cimetière du Bois-de-Vaux) è il principale cimitero di Losanna, nel Canton Vaud, in Svizzera.
Progettato dall'architetto Alphonse Laverrière tra il 1922 e il 1951, la struttura, che si estende per oltre otto ettari, si trova a sud della città ed è stata selezionata come bene culturale di importanza nazionale.

## Descrizione
Nel cimitero vi è un lungo viale centrale fiancheggiato da due filari di tigli, varie piante fiorite, alcuni laghetti con pesci e ninfee, numerose panchine e 40 km circa di siepi. Le migliaia di alberi forniscono riparo per molti uccelli diversi, mentre tra la fauna selvatica che vive nelle siepi e nelle porzioni della struttura meno curate vi sono tassi, volpi, scoiattoli e ricci. Il cimitero ha spazio sufficiente per 26.000 lotti.

## Tombe illustri
- Eugène Viollet-le-Duc (1814–1879)
- Charles Brent (1862–1929)[3]
- Pierre de Coubertin (1863–1937)[4]
- Alphonse Laverrière (1872-1954)
- Eugenia Livanos-Niarchos (1927–1970)[5]
- Coco Chanel (1883–1971)[6]
- Athīna Livanou (1929–1974)[5]
- Paul Robert (1910–1980)
- Gloria Guinness (1913–1980)
- Pierre Dudan (1916–1984)
- Stauros Niarchos (1909–1996)